# Boeremia foveata
Boeremia foveata är en svampart som först beskrevs av Foister, och fick sitt nu gällande namn av Aveskamp, Gruyter & Verkley 20 10. Boeremia foveata ingår i släktet Boeremia, ordningen Pleosporales, klassen Dothideomycetes, divisionen sporsäcksvampar och riket svampar.   Inga underarter finns listade i Catalogue of Life.